# Ralf Bißdorf
Ralf Bißdorf (* 15. března 1971 Heidenheim an der Brenz, Německo) je bývalý německý sportovní šermíř, který se specializoval na šerm fleretem. Německo reprezentoval v devadesátých letech a v prvním desetiletí jednadvacátého století. Na olympijských hrách startoval v roce 2000 a 2004 v soutěži jednotlivců a družstev. V soutěži jednotlivců získal na olympijských hrách 2000 stříbrnou olympijskou medaili. V roce 1998 a 2006 získal titul mistra Evropy v soutěži jednotlivců. S německým družstvem fleretistů vybojoval v roce 2002 titul mistrů světa a v roce 1998 a 2001 titul mistrů Evropy.